# Nikaragua na Letnich Igrzyskach Paraolimpijskich 2004
Nikaraguę na Letnich Igrzyskach Paraolimpijskich 2004 w Atenach reprezentował jeden lekkoatleta. Był to debiut reprezentacji Nikaragui na igrzyskach paraolimpijskich. 

## Wyniki

### Lekkoatletyka
| Zawodnik     | Konkurencja             | Eliminacje | Eliminacje | Półfinał | Półfinał | Finał    | Finał   | Źródło |
| Zawodnik     | Konkurencja             | Rezultat   | Miejsce    | Rezultat | Miejsce  | Rezultat | Miejsce | Źródło |
| ------------ | ----------------------- | ---------- | ---------- | -------- | -------- | -------- | ------- | ------ |
| Mario Madriz | bieg na 100 metrów T54  | 19,74      | 8          | NQ       | NQ       | NQ       | NQ      | [ 2 ]  |
| Mario Madriz | bieg na 5000 metrów T54 | DNF        | DNF        | —        | —        | NQ       | NQ      | [ 3 ]  |